# Escala N
A escala N, é uma escala comumente usada para trens de brinquedo e ferromodelismo. A denominação bitola N normalmente se refere apenas à distância entre os trilhos, nesse caso, de 9 mm. No Reino Unido no entanto, o termo designa uma outra relação de escala, portanto, a bitola N britânica se refere à relação 1:148, apesar da bitola dos trilhos usada ter os mesmos 9 mm. 

## Características
Com uma razão de 1:160, a escala N é aproximadamente metade da HO (1:87), permitindo aos hobbystas construir pistas usando menos espaço, ou pistas maiores usando o mesmo espaço de escalas maiores. Apesar da escala N ser pequena, ela não é a menor. Existem ainda disponíveis no comércio, a escala Z (1:220) e a escala T (1:450 ou 1:480). A escala N é geralmente considerada compatível com a escala 1:144, que é normalmente utilizada em jogos de miniaturas.

## Histórico

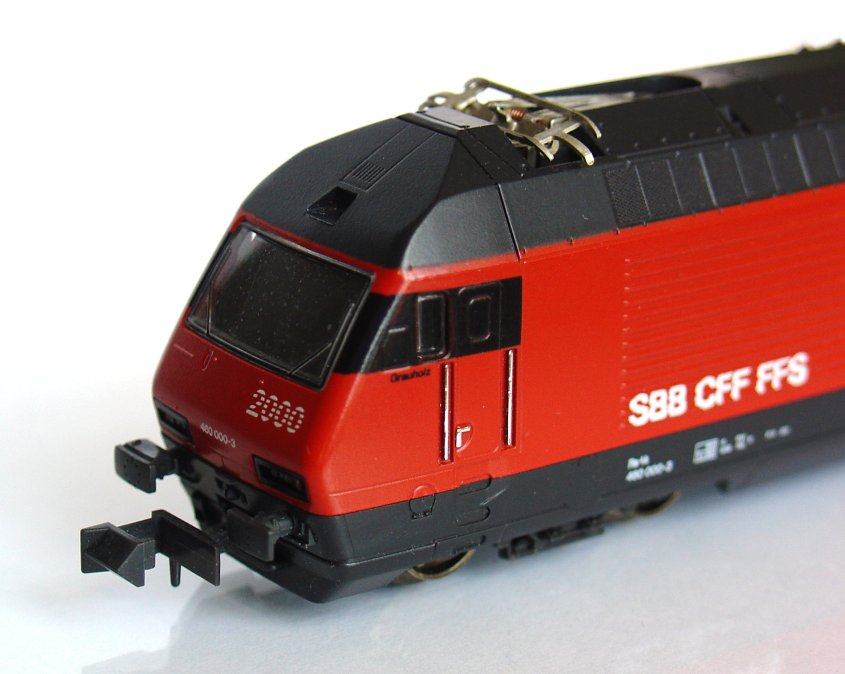
Um modelo em escala N da Kato da locomotiva elétrica Re 460 da SBB, equipado com o engate "Rapido" da Arnold.

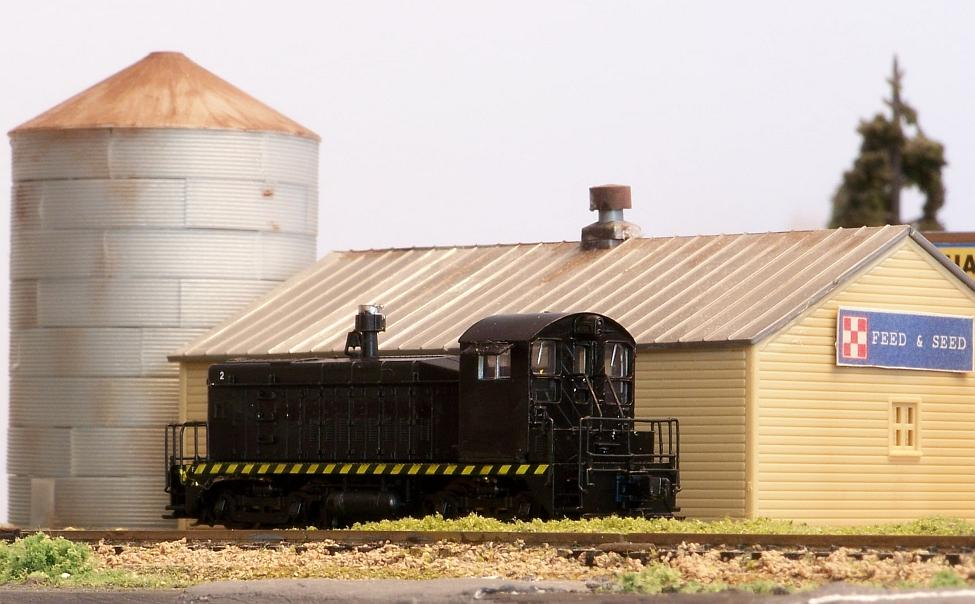
Modelo em escala N de uma locomotiva de manobras SW8.

Apesar de trens e acessórios em escalas similares existirem desde 1927, a escala N "moderna" com as características comerciais atuais, foi lançada pela companhia Arnold de Nuremberg em 1962, e já em 1964 os fabricantes definiram um padrão, não só para a escala em si, mas também para a voltagem e para os contatos. Além disso, a Arnold permitiu que muitas das suas soluções (como os engates da linha "Rapido") fossem usadas por outros fabricantes.
A escala N tem uma grande quantidade de fãs e seguidores mundo a fora, fazendo com que os fabricantes produzam uma enorme variedade de modelos. A popularidade da escala N só é superada pela escala HO. No Japão no entanto, devido às conhecidas limitações de espaço, a escala N é a mais popular. A escolha pela escala N nem sempre é devido a limitações de espaço, e sim para permitir o desenvolvimento de dioramas mais complexos.
A Austrália, é outro país em que a escala N se tornou a mais popular ao longo dos anos. Os hobbystas australianos utilizam basicamente modelos baseados em protótipos europeus e Norte americanos, pois por muitos anos, os fornecedores locais não tinham modelos de protótipos locais na escala N. A criação de modelos sobre protótipos locais, é hoje uma pequena indústria em ascensão, tornando o ferromodelismo em escala N australiano, mais popular a cada ano.
A pista e os componentes da escala N, também são usados em conjunto com escalas maiores para modelar ferrovias de bitola menor. Modelos na escala N em pistas na escala Z são usados para modelar escalas métricas (Nn3). Outras adaptações para modelagem de pistas de bitola mais estreitas são feitas, em processos artesanais. Pistas na escala Nn18, usam pistas na escala T e adaptações para representar as bitolas mais estreitas. Trens e estruturas na escala N, são usadas em pistas na escala HO para criar uma perspectiva forçada, fazendo parecer que o objeto ou o trem secundário, está mais distante do que realmente está.

## Padrões

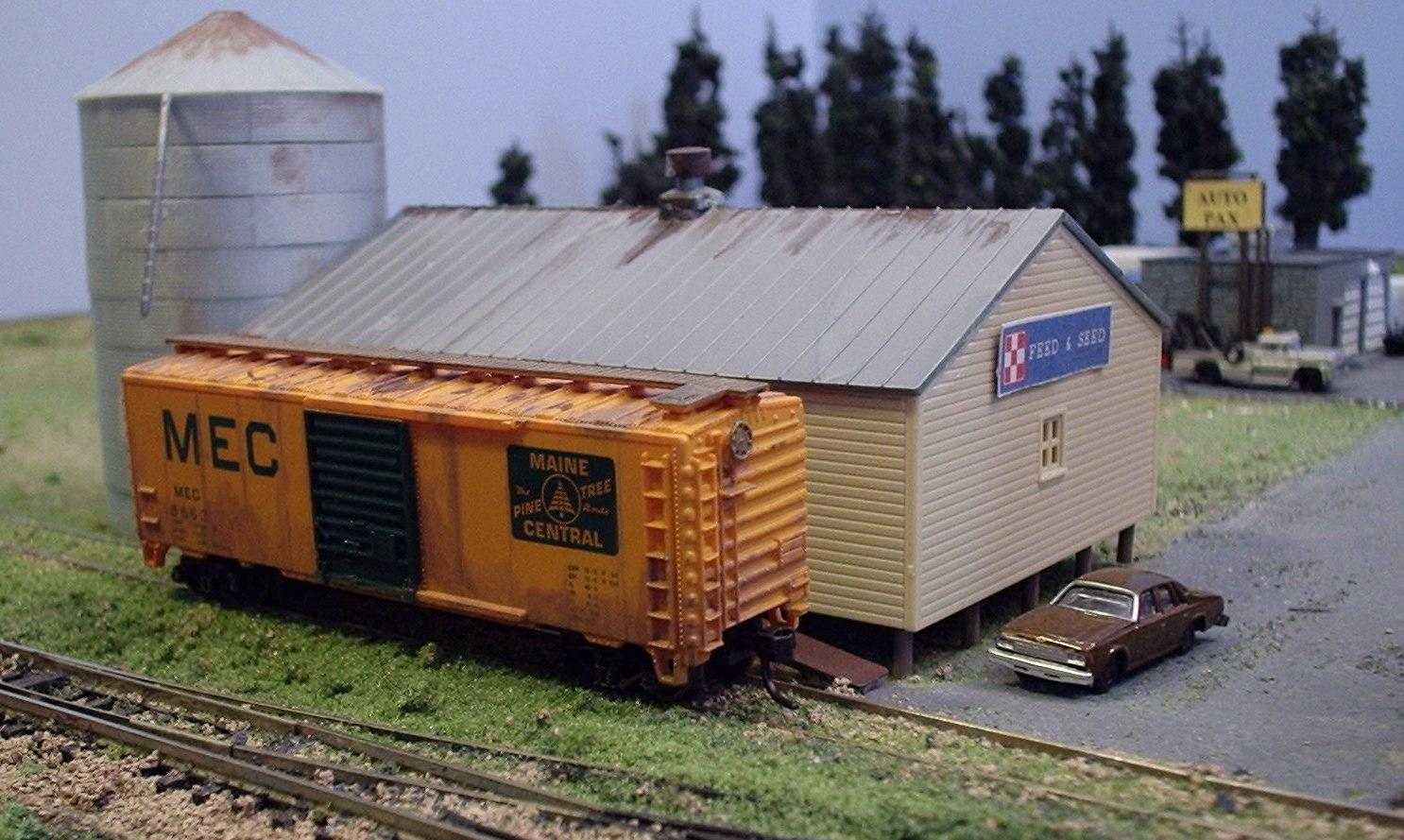
Um diorama em escala N.

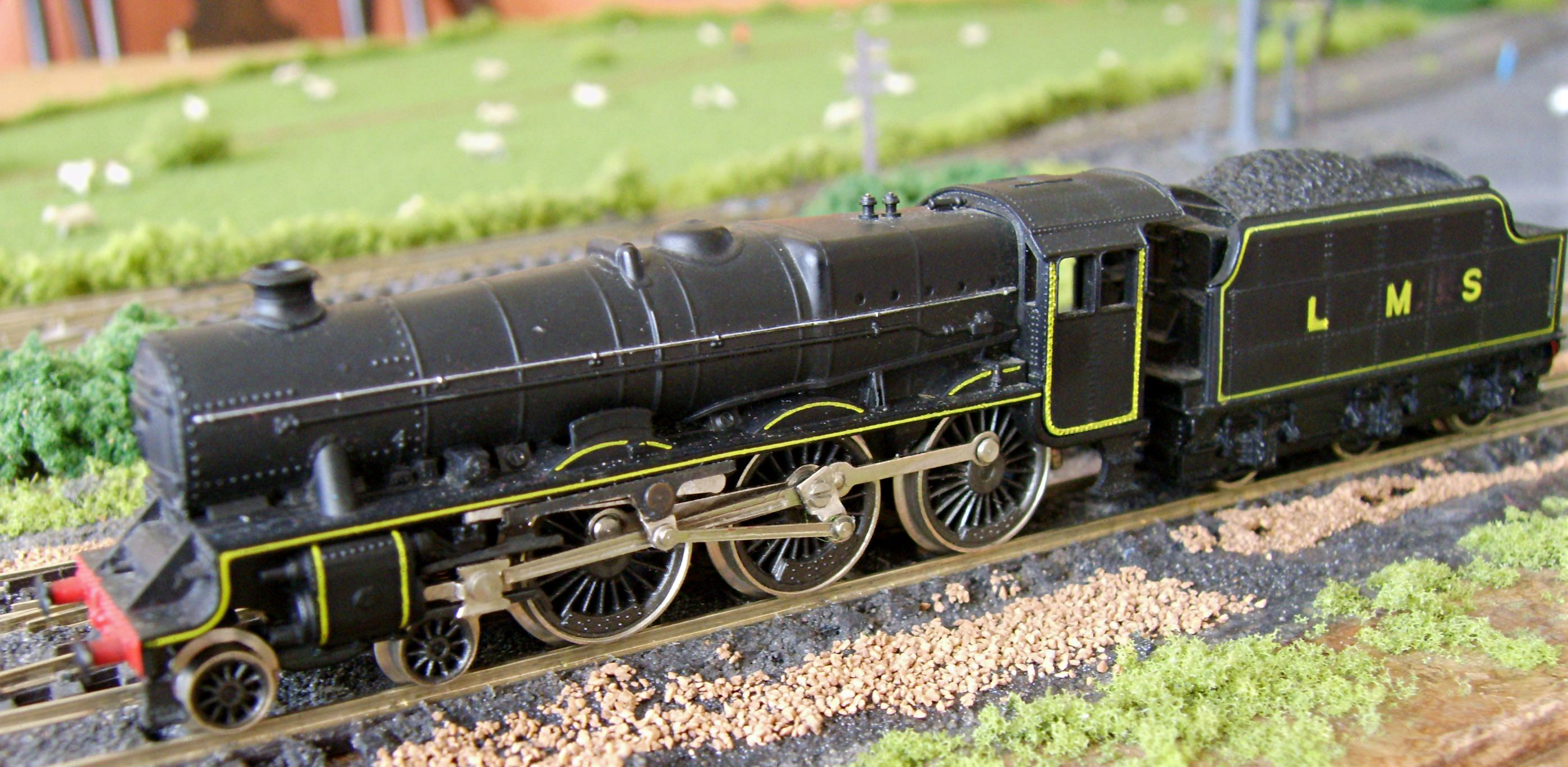
Um modelo britânico em escala N, feito pela Peco de uma locomotiva a vapor LMS 4-6-0 "Jubileu".

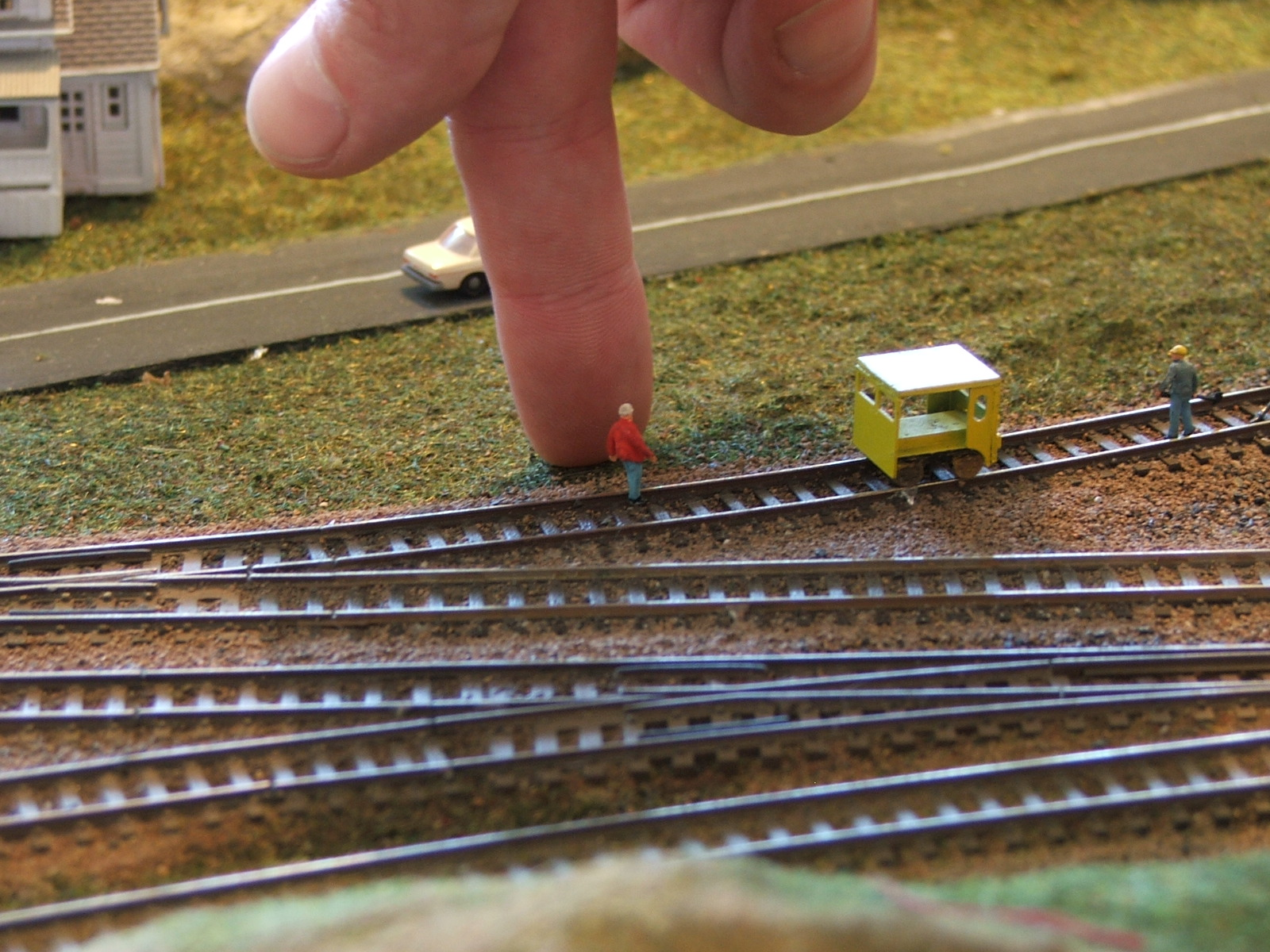
Foto de uma seção de pista em escala N mostrando a mão de um homem para comparação de tamanho.

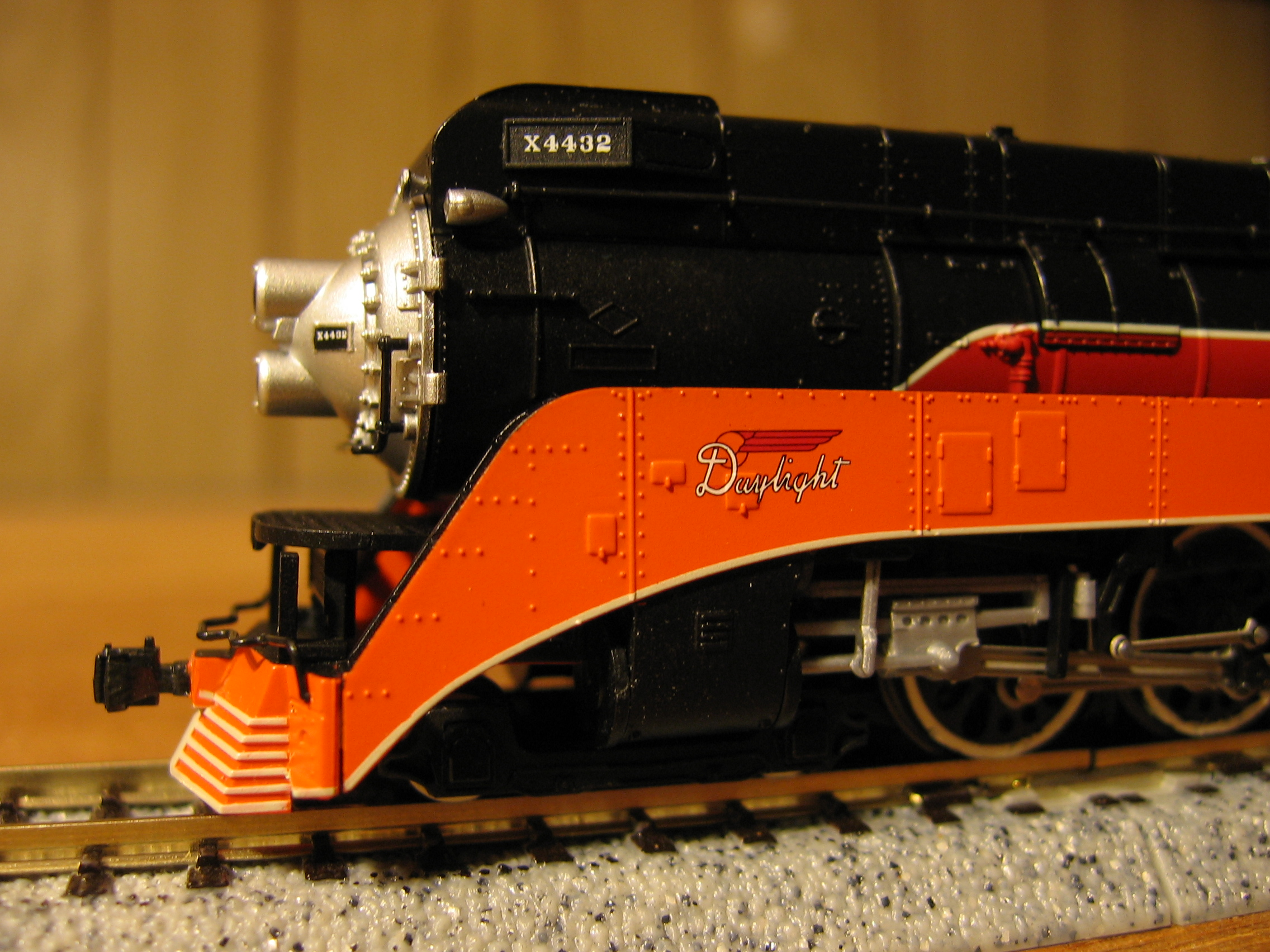
Vista em close de um modelo em escala N da locomotiva Southern Pacific GS-4 #4432 feito pela Con-Cor.

Padrões úteis tanto para os hobbystas quanto para os fabricantes, são estabelecidos e mantidos pela MOROP na Europa e pela NMRA na América do Norte. Esses padrões, são geralmente os mesmos para os principais elementos, mas podem diferir em elementos secundários. Os padrões de rodas e pistas, no entanto, são ligeiramente diferentes, fazendo com que os fabricantes não sigam nenhum dos padrões nesses quesitos.
As locomotivas da escala N são alimentadas por motores de corrente contínua que aceitam no máximo 12 Volts de tensão. Nos controles tradicionais, a velocidade do trem é determinada pela voltagem aplicada aos trilhos. A direção, é determinada pela polaridade selecionada para aplicar aos trilhos. Desde o final do século 20, um número crescente de entusiastas começou a usar sistemas de controle digital para determinar a velocidade e direção de seus trens. Isso se deve em parte à tecnologia de circuitos integrados e novos motores, que demandam muito pouca corrente (normalmente 0,2 amperes).
O primeiro padrão acordado para os engates ficou conhecido como "Rapido" da fabricante Arnold; que por sua vez foi produzido sob licença de um fabricante da escala TT, a Rokal. A maior parte dos fabricantes desenvolveu suas próprias versões para evitar problemas de patentes, sendo todos eles, no entanto, compatíveis entre si. 
O sistema de engates "Rapido" funciona bem, mas é difícil de usar para o desengate automático, além de ser relativamente grande para a escala. Nos Estados Unidos, no Canadá e na Austrália ele foi suplantado pelo engate de contato magnético, originalmente feito pela Micro-Trains. Os "engates MT" (como eles eram conhecidos), são mais delicados e próximos da relação da escala N que os engates "Rapido". Além disso eles podem ser abertos por um magneto colocado sob a pista. Outros fabricantes como a Atlas e a Kato, estão fabricando engates desse tipo.
Os hobbystas europeus, têm a opção de converter os engates dos seus modelos em estoque para o sistema "Profi-Coupler" da Fleischmann, para uma operação mais suave, mas a maior parte dos modelos do catálogo em escala N, vai continuar sendo fabricado com os engates "Rapido", um desenho que é muito robusto e fácil de moldar. Modelos mais modernos na escala N usam um conector padrão NEM, o que permite o uso de diferentes desenhos de engates, permitindo simplesmente desconectar o engate antigo e conectar um novo de desenho diferente. No reino unido, já é prática corrente entre os vendedores fornecer conectores NEM em substituição aos originais. 

## Variantes
A escala N possui algumas variantes nas relações da escala, dependendo do protótipo que se deseja reproduzir e do país em questão.
No Reino Unido, a relação de 1:148 é usada em modelos produzidos comercialmente. No Japão, a relação 1:150 é usada para modelar protótipos das bitolas: 1.067 e 1.372 mm, enquanto a relação 1:160 é usada para modelar protótipos de bitola padrão (1.435 mm). Nos Estados Unidos e Europa, a relação 1:160 é usada independentemente da bitola do protótipo sendo modelado. Todas essas escalas dos modelos, rodam sobre a mesma bitola de pista (9 mm). Isso significa que a pista é um tanto estreita para as relações 1:148 e 1:150, mas a diferença é considerada irrelevante, apesar de existirem algumas pistas com bitola customizada apropriada fabricadas artesanalmente.
Na Grã-Bretanha, alguns modelos na escala N usam a relação 1:152. No início, a escala N era conhecida também por "OOO" ou "Triplo O" em referência as escalas: O e OO, que também usava a relação de 1:152.
Escala 2 mm
Uma certa quantidade de hobbystas do Reino Unido, usam a escala 2 mm para modelar protótipos de bitola padrão.
Escala OOO
Uma certa quantidade de hobbystas do Reino Unido, também usam a Escala OOO para modelar protótipos de bitola padrão.
Escala N australiana

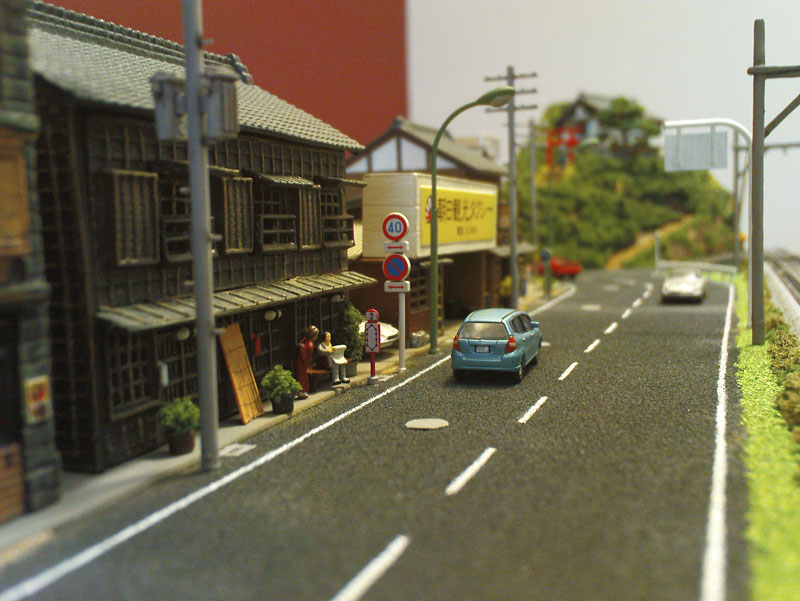
Um diorama de ferrovia japonesa em escala N, nesse caso na proporção 1/150.

Os hobbystas australianos, convivem com algumas variações na bitola das pistas, e estão buscando soluções na escala N com fornecedores locais e também com fornecedores chineses.
Escala N japonesa
Para adaptar a escala N à proporção das bitolas dos protótipos sendo modelados no Japão (1.067 mm), foi adotada a relação 1:150. Só houve necessidade de adotar a relação padrão de 1:160, quando foi lançado o Shinkansen, na bitola padrão (1.435 mm).

## Pistas famosas

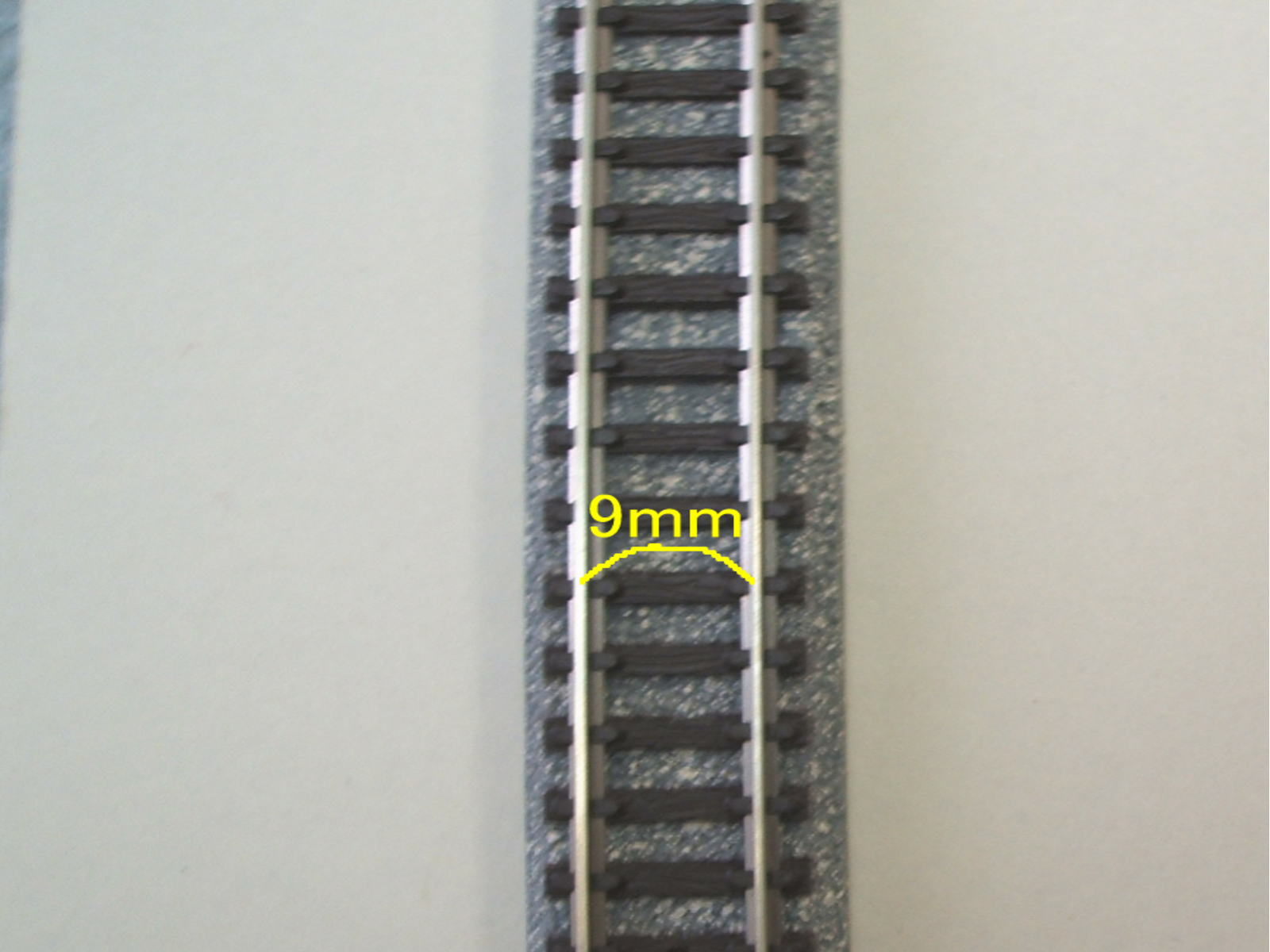
Um trilho de bitola N.

### Stuttgart Hbf
O alemão Wolfgang Frey começou a construir uma pista em escala N na estação central de Stutgart em 1978. Trinta anos depois, o projeto, conhecido como "Stuttgart Hbf" alcançou o considerável tamanho de 750 m2. O projeto é uma réplica exata daquela estação e seus arredores na década de 1970.

### Pacific Desert Lines
O projeto conhecido como "Pacific Desert Lines", localizado no San Diego Model Railroad Museum, possui 111,5 m2 de área, e é levado à cabo continuamente, por um grupo de modelistas voluntários. Destacam-se nessa maquete, reproduções de pontos conhecidos da cidade, como: o San Diego Santa Fe Depot, o 

### Clinchfield
O projeto conhecido como "Clinchfield", foi construído em 1978 por Gordon Odegard. Apesar de relativamente pequeno (1,83 por 3,96 m), ele se destaca por outros quesitos: 1) ele é muito portátil devido à sua construção modular; 2) mostrou o potencial de grandes cenários em relação à escala da pista (1:160); 3) usou técnicas de construção revolucionárias para a época, envolvendo o uso de alumínio e isopor para reduzir o peso; e 4) era muito fiel à época sendo modelada. O projeto Clinchfield é um dos mais famosos já construídos em escala N dos Estados Unidos, tendo recebido várias premiações.

## Fabricante (selección)
- Arnold (D) (seit 1962)
- Bachmann (China)
- Brawa (D) (seit 1994)
- Brekina (D)
- Electrotren (E)
- Fleischmann (D) (seit 1969)
- Graham Farish (GB) (seit 1970)
- Hobbytrain (A) (seit 1981)
- Ibertren (E) (1973–1992; seit 2008)
- KATO (J) (seit 1965)
- Lematec (früher Lemaco) (CH)
- Lima (I) (1966–1987)
- Peco (GB)
- PIKO (Piko) (DDR) (1964–1990), (D) (seit 1990)
- Rivarossi (I) (seit 1969)
- Roco (A) (1975–2008)
- Röwa (D) (1969–1972, dann Übernahme des N-Sortiments durch Trix)
- TOMIX (J) (seit 1976, Maßstab hier etwas größer)
- Minitrix (D) (seit 1964)